# Derovere
Derovere ist eine Gemeinde (comune) in der Lombardei, Italien, mit 1054 Einwohnern (Stand 31. Dezember 2023) in der Provinz Cremona. Die Gemeinde liegt etwa 17,5 Kilometer ostnordöstlich von Cremona.